# Beniamino Raffaello Sanguinetti
Beniamino Raffaello Sanguinetti (geb. 8. April 1811; gest. 22. Juni 1883) war ein französischer Orientalist und Arzt.
Sein wichtigstes Werk ist seine Übersetzung – in Zusammenarbeit mit Charles Defrémery – von Ibn Battutas Reisewerk. Diese Übersetzung wurde in den 1850er Jahren in vier Bänden in Paris veröffentlicht (Voyages d’Ibn Battûta / texte arabe accompagné d’une trad. par C. Defremery et B. R. Sanguinetti).
H. A. R. Gibb beispielsweise fertigte seine englische Übersetzung mit Überarbeitungen und Anmerkungen aus dem von Ch. Defrémery und B. R. Sanguinetti herausgegebenen arabischen Text an.

## Publikationen (Auswahl)
- Charles Defrémery mit B. R. Sanguinetti (Hrsg. u. Übers.): Voyages d’Ibn Batoutah. 4 Bände. 1853–1859. (Digitalisat, mit Indexband)